# París-Niza 1982
La París-Niza 1982, fue la edición número 40 de la carrera, que estuvo compuesta de nueve etapas y un prólogo disputados del 11 al 18 de marzo de 1982. Los ciclistas completaron un recorrido de 1.186 km con salida en Luingne y llegada a Col d'Èze, en Francia. La carrera fue vencida por el irlandés Sean Kelly, que fue acompañado en el podio por el francés Gilbert Duclos-Lassalle y el belga Jean-Luc Vandenbroucke. 
Sean Kelly consigue su primera París-Niza consecutiva de las siete que acabaría ganando. 

## Resultados de las etapas
| Etapa                  | Fecha       | Recorrido                               | km       | Ganador              | Líder                   |
| ---------------------- | ----------- | --------------------------------------- | -------- | -------------------- | ----------------------- |
| Prólogo                | 11 de marzo | Luingne (CRI)                           | 5,7 km   | Bert Oosterbosch     | Bert Oosterbosch        |
| 1ª etapa               | 12 de marzo | Châlons-sur-Marne-Montereau-Fault-Yonne | 194,5 km | Jean-Fançois Chaurin | Jean-Fançois Chaurin    |
| 2ª etapa               | 13 de marzo | Avallon-Montluçon                       | 214,5 km | Sven-Åke Nilsson     | Jean-Fançois Chaurin    |
| 3ª etapa               | 14 de marzo | Vichy-Sant-Etiève                       | 182 km   | Sean Kelly           | Sean Kelly              |
| 4ª etapa               | 15 de marzo | Montélimar-Miramas                      | 175 km   | Adrie van der Poel   | Sean Kelly              |
| 5ª etapa               | 16 de marzo | Miramas-La Seyne-sur-Mer                | 158 km   | Sean Kelly           | Sean Kelly              |
| 6ª etapa               | 17 de marzo | La Seyne-sur-Mer-Mandelieu-la-Napoule   | 185 km   | Pierre Bazzo         | Gilbert Duclos-Lassalle |
| 7.ª etapa, 1.er sector | 18 de marzo | Mandelieu-la-Napoule-Niza               | 60,3 km  | Sean Kelly           | Gilbert Duclos-Lassalle |
| 7.ª etapa, 2.º sector  | 18 de marzo | Niza-Col d'Èze (CRI)                    | 11 km    | Sean Kelly           | Sean Kelly              |

## Etapas

### Prólogo
11-03-1982. Luingne, 5,7 km. CRI
|   | Ciclista         | Equipo                | Tiempo |
| - | ---------------- | --------------------- | ------ |
| 1 | Bert Oosterbosch | DAF Trucks            | 7' 18" |
| 2 | Alain Bondue     | La Redoute-Motobécane | + 9"   |
| 3 | Sean Kelly       | Sem-France Loire      | + 10"  |

### 1ª etapa
12-03-1982. Châlons-sur-Marne-Montereau-Fault-Yonne, 194,5 km.
Chaurin se lleva la etapa después de una fuga en solitario de 156 km. Además, se pone líder con más de 6 minutos de ventaja.
|   | Ciclista              | Equipo                | Tiempo     |
| - | --------------------- | --------------------- | ---------- |
| 1 | Jean-François Chaurin | Sem-France Loire      | 5h 29' 50" |
| 2 | Roger de Vlaeminck    | DAF Trucks            | + 5' 11"   |
| 3 | Etienne de Wilde      | La Redoute-Motobécane | m. t.      |

### 2ª etapa
13-03-1982. Avallon-Montluçon 214,5 km.
|   | Ciclista                | Equipo                 | Tiempo     |
| - | ----------------------- | ---------------------- | ---------- |
| 1 | Sven-Åke Nilsson        | Wolber-Spidel          | 5h 55' 22" |
| 2 | Gilbert Duclos-Lassalle | Peugeot-Shell-Michelin | + 2"       |
| 3 | Jean-Luc Vandenbroucke  | La Redoute-Motobécane  | m. t.      |

### 3ª etapa
14-03-1982. Vichy-Sant-Etiève 182 km.
|   | Ciclista           | Equipo                 | Tiempo     |
| - | ------------------ | ---------------------- | ---------- |
| 1 | Sean Kelly         | Sem-France Loire       | 4h 39' 40" |
| 2 | Roger de Vlaeminck | DAF Trucks             | m. t.      |
| 3 | Francis Castaing   | Peugeot-Shell-Michelin | m. t.      |

### 4ª etapa
15-03-1982. Montélimar-Miramas, 175 km.
|   | Ciclista           | Equipo       | Tiempo     |
| - | ------------------ | ------------ | ---------- |
| 1 | Adrie van der Poel | DAF Trucks   | 4h 41' 11" |
| 2 | Klaus-Peter Thaler | Puch-Eorotex | m. t.      |
| 3 | Roger de Vlaeminck | DAF Trucks   | m. t.      |

### 5ª etapa
16-03-1982. Miramas-La Seyne-sur-Mer, 158 km.
|   | Ciclista                | Equipo                 | Tiempo     |
| - | ----------------------- | ---------------------- | ---------- |
| 1 | Sean Kelly              | Sem-France Loire       | 4h 06' 11" |
| 2 | Gilbert Duclos-Lassalle | Peugeot-Shell-Michelin | m. t.      |
| 3 | René Bittinger          | Sem-France Loire       | + 2"       |

### 6ª etapa
17-03-1982. La Seyne-sur-Mer-Mandelieu-la-Napoule, 185 km.
Duclos-Lassalle se pone líder con tan solo cuatro segundos sobre Sean Kelly.
|   | Ciclista                | Equipo                 | Tiempo     |
| - | ----------------------- | ---------------------- | ---------- |
| 1 | Pierre Bazzo            | La Redoute-Motobécane  | 4h 42' 15" |
| 2 | Frédéric Vichot         | Coop-Mercier-Mavic     | + 4' 03"   |
| 3 | Gilbert Duclos-Lassalle | Peugeot-Shell-Michelin | m. t.      |

### 7ª etapa, 1º sector
18-03-1982. Mandelieu-la-Napoule-Niça, 60,3 km.
|   | Ciclista               | Equipo                | Tiempo     |
| - | ---------------------- | --------------------- | ---------- |
| 1 | Sean Kelly             | Sem-France Loire      | 1h 29' 05" |
| 2 | Adrie van der Poel     | DAF Trucks            | m. t.      |
| 3 | Jean-Luc Vandenbroucke | La Redoute-Motobécane | m. t.      |

### 7.ª etapa, 2.º sector
18-03-1982. Niza-Col d'Èze, 11 km. CRI
Kelly recupera los cuatro segundos que perdía respecto a Duclos-Lassalle en la general y se adjudica en la general.
|   | Ciclista                 | Equipo                | Tiempo  |
| - | ------------------------ | --------------------- | ------- |
| 1 | Sean Kelly               | Sem-France Loire      | 20' 50" |
| 2 | Alberto Fernández Blanco | Teka                  | + 14"   |
| 3 | Jean-Luc Vandenbroucke   | La Redoute-Motobécane | + 28"   |

## Clasificaciones finales

### Clasificación general
| Pos. | Ciclista                 | Equipo                    | Tiempo      |
| ---- | ------------------------ | ------------------------- | ----------- |
|      | Sean Kelly               | Sem-France Loire          | 32h 03' 21" |
| 2    | Gilbert Duclos-Lassalle  | Peugeot-Shell-Michelin    | + 40"       |
| 3    | Jean-Luc Vandenbroucke   | La Redoute-Motobécane     | + 1' 12"    |
| 4    | Bert Oosterbosch         | DAF Trucks                | + 1' 23"    |
| 5    | Claude Criquielion       | Splendor-Wickes Bouwmarkt | + 2' 05"    |
| 6    | Stephen Roche            | Peugeot-Shell-Michelin    | + 2' 15"    |
| 7    | Hennie Kuiper            | DAF Trucks                | + 2' 49"    |
| 8    | Alberto Fernández Blanco | Teka                      | + 2' 50"    |
| 9    | Michel Laurent           | Peugeot-Shell-Michelin    | + 3' 21"    |
| 10   | Serge Beucherie          | Sem-France Loire          | + 4' 34"    |